# 经三路 (郑州)

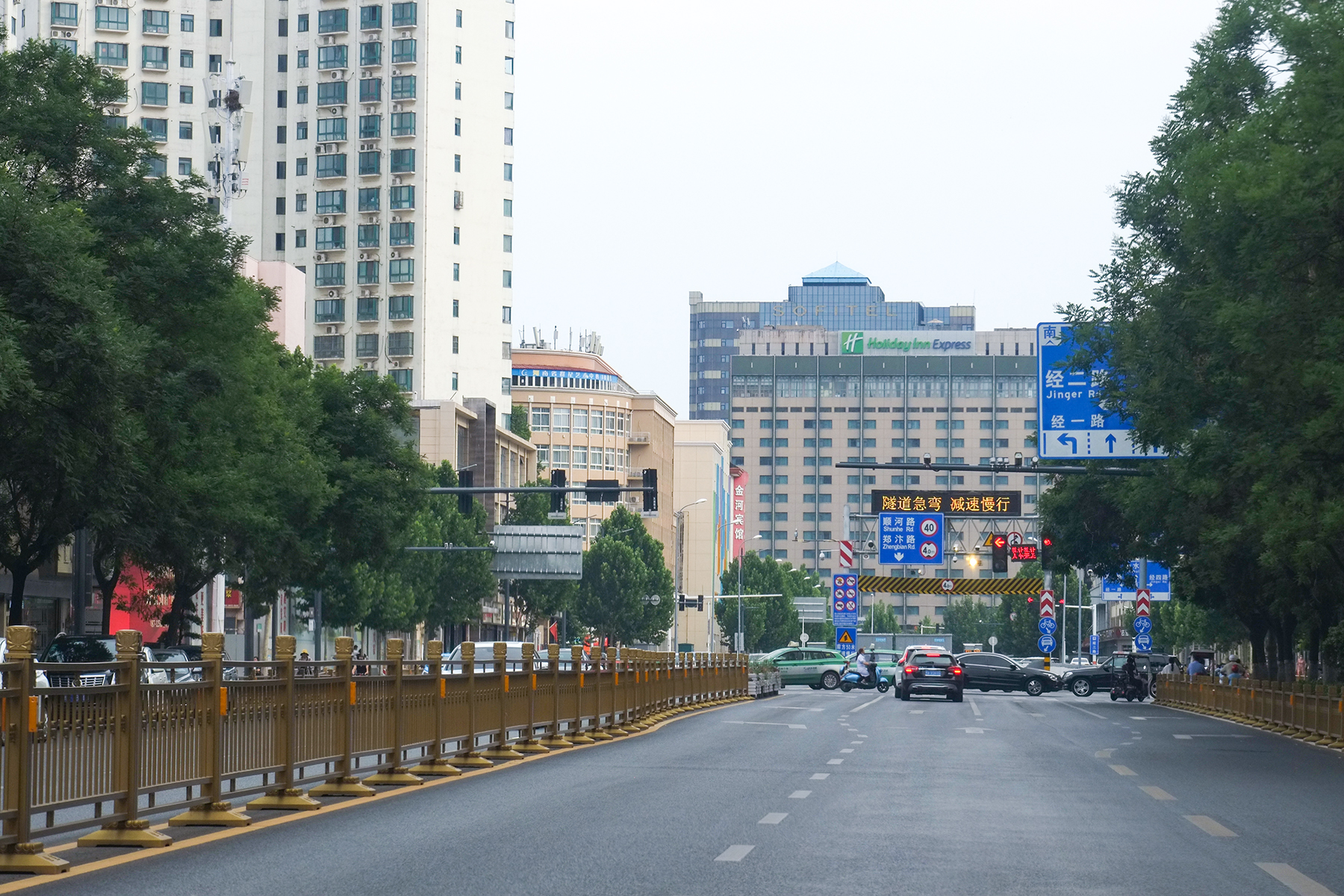
经三路南端

经三路是河南省郑州市南北走向的一条主干道，因有众多的金融机构都位于经三路，故被称为“金融街”和“财富大道”。全长约5公里，宽30余米。经三路始建于1953年，当时宽度为14米，长1250米。2000年3月，经三路开始拓宽，并于2001年9月完工，之后相继有30余家的金融机构进驻经三路。